# Пуркар (комуна)
Пурка́р — комуна в Молдові, у Штефан-Водському районі. Вона складається із двох сіл: Пуркар та Віїшоара.